# 陳耀南
陳耀南教授（英語：Chan Yiu-nam，1941年1月20日—），廣東新會人。香港著名文史學家，在中國文化及文學多方面有成就。香港大學、香港理工學院、臺灣的國立中正大學、國立中興大學榮休及榮譽教授。
1988年獲台灣教育部頒授「終身正教授」銜。曾以「外國人學者」銜，客座日本京都大學人文科學研究所。曾以梁山為筆名。1989年12月2日，當選中華民國第一屆立法委員第六次增額海外僑選第二區（港澳地區）無黨籍立法委員，直至1993年1月31日職權結束。

## 生平

### 求學階段
陳耀南在1941年於中華民國廣東省新會市出生，時值抗戰，由其養父養母收養，百分之百視同己出。直至十五、六歲時方才知道這個事實。陳教授父親長期遠渡重洋謀生，陳教授為家中獨子與母親相依為命二、三十年。家境清貧。1946年抗戰勝利，陳教授來港定居。先後就讀於培僑小學（小一）、嶺英中學（小學部、小二）、振華小學（小三至小六）、德明中學（初中）及知行中學（高中；1958年中六）。他對文學的興趣始於小學，於1958年香港中文中學會考中取得中國語文、化學以及生物科A級，歷史、地理、物理以及聖經科B級成績。1958年又獲政府獎學金津貼，入讀崇基學院攻讀化學，不久改習中國文學。崇基學院副校長芮陶菴博士（Dr. Andrew T. Roy）曾安排陳教授保送深造哈佛大學的機會，但陳教授不忍離開衰老多病而又同樣孤獨的母親，毅然拒絕。

### 畢業後
1962年，陳教授以崇基學院畢業成績最優生入讀羅富國師範學院（今香港教育大學，教育學院前身），獲最佳教學及論文獎。畢業後應聘英華書院任教師。香港著名歌手許冠傑及前香港副廣播處長吳錫輝是陳耀南在英華書院任教期間的學生。許冠傑後來在香港高級程度會考中，因中國文學科考獲A等成續而獲香港大學取錄；許冠傑後來在訪問中表示，其喜愛中國文學是因為他非常崇拜陳耀南。 香港中文大學成立後，陳教授回校重修1年，並在1966年取得香港中文大學文學士學位，出任英華書院中文科主任，1967年11月結婚。1968年升任副校長，後成為“榮譽”校友。1969年以論文《清代駢文研究》獲文學碩士。

### 教授生涯
1973年，轉職香港理工學院（香港理工大學前身）語文系高級講師。1975年，任教香港大學中文系。1979年，陳教授以論文《魏源研究》獲香港大學哲學博士。1980年至1981年以「外國人學者」銜，應聘客座日本京都大學人文科學研究所。1986年至1987年出任台灣國立中興大學中文系研究教授。翌年獲中華民國教育部審定頒授「終身正教授」銜。1989年底升任香港大學高級講師。2001年8月，陳教授擔任國立中正大學中文系教授。
1975年至1995年20年間，幾乎每年均任香港學校朗誦節評判。 多年來，應邀擔任學術教育演講及各類學藝活動評判達數百次。經常在電台、電視台主持文教節目，並為報章雜誌寫專欄。陳亦曾擔任中華民國第一屆海外僑選立法委員（僑選立委必須由政黨提名，他當屆是獲中國國民黨提名以無黨籍當選）。

### 退休
1994年，陳教授與太太及兩名女兒移民澳洲。移民澳洲以來，陳教授即使身在雪梨，亦必受邀任中文教育理事會主辦之朗誦評判。此外，常主持各公開辯論、演講、作文比賽評判，擔任電台、電視文教節目策劃人及講者，並在報章雜誌撰寫本報專欄。在澳洲星島日報、新報及香港信報均有專欄。陳教授在澳洲雪梨創立「南洲國學社」，講授經子、詩詞、古文、對聯等。
2007年，陳教授在香港大學中文學院主任單周堯教授邀請下回到香港，在港大客串一個學期，教授對聯班、杜詩班和碩士班課程，在杜詩班深得學生愛戴，陳教授與眾學生在最後一節課更跟學生聚在一起合照，命名為「杜詩全班歡」。在回港期間，陳教授也曾在各大學演講，包括受香港城市大學語文學部應用中文副文學士課程的邀請，同陳志誠教授一同講授「應用中的創意 創意中的應用」，二人精闢的意見，幽默而犀利的用詞，贏得全場數百學生與觀眾的掌聲。
2009年11月底至12月，陳教授再次回港，在港大中文學院邀請下，客串教授四節中國語言文學碩士課程，教授諸生寫作和賞析對聯的技巧。

## 家庭
2023年，陳耀南與第二任太太黎秋明結婚，同年9月30日假澳洲悉尼車士活唐宴大廳設喜宴。2025年6月,坐著輪椅的陳耀南回港探親訪友。

## 宗教信仰
1996年4月21日受浸於澳洲播道會。

## 主持節目
- 1978年，陳教授應香港電台之邀，擔任一個名為「文哲漫談」的教育性廣播節目。
- 1993年，陳教授曾與有「名嘴」之稱的鄭經翰、黃毓民在亞洲電視主持《龍門陣》。
- 2004年3月，陳教授獲影音使團邀請，再度與鄭經翰、黃毓民於紅磡香港體育館舉行《世紀龍門陣》，辯論基督教信仰與文化，由溫偉耀博士回應。
- 2007年，陳耀南教授在香港電台講解《古文觀止》，製作期長達數年。[9]

## 所著書籍
| - 《典籍英華》 - 《應用文概說》 - 《文哲漫談》 - 《清代駢文通義》 - 《漢語邏輯學》 - 《魏源研究》 - 《中國語文通論》 - 《東瀛詩草》 - 《輕談淺說》 - 《學術與心術》 - 《文鏡與文心》 - 《不報文科》 - 《以古為鑑》 - 《刮目相看記》 - 《文心雕龍論集》 - 《碧海長城》 | - 《有物無物》 - 《書面中文的本質與應用》 - 《古文今讀》（正、續編） - 《中國文化引論與篇章導讀》 - 《中國文化對談錄》（正、續編及插圖本） - 《孝道，心》 - 《先入為主與先入，為主》 - 《以心為心共傾心》 - 《唐宋八大家》 - 《詩聯與朗誦》 - 《情是何物》 - 《放筆莊諧雅俗間》 - 《命運與文化》 - 《中國人的溝通藝術》 - 《鴻爪雪泥袋鼠邦》 - 《平生道路九羊腸》 | - 《晨光清景》 - 《孔子與耶穌》 - 《中華三教與基督福音（附福音對聯）》 - 《從自力到衪力》 - 《唐詩新賞(上、下)》 - 《信仰的拔河》 - 《陳耀南讀杜詩》 - 《讀中文看世界》 - 《陳耀南讀孔子》 - 《陳耀南讀孫子》 - 《敝帚珍留五十年》 - 《傳道書與中國思想》（2010香港書展推出新作） - 《讀書教學記神恩》（2010香港書展推出新作） - 《福音對聯300首》（2010香港書展推出新作） |